# Жоржолиани, Гоча Теймурович
Гоча Теймурович Жоржолиани (груз. გოჩა თეიმურის ძე ჟორჟოლიანი; род. 27 сентября 1965, Сухуми) — советский и грузинский футболист, вратарь, футбольный тренер.

## Биография
Воспитанник ДЮСШ Сухуми, тренер Геннадий Зария.
На взрослом уровне начал выступать в 1983 году в сухумском «Динамо» во второй лиге. В 1985—1987 годах находился в ростовском СКА, но в первых двух сезонах ни разу не выходил на поле, а в 1987 году сыграл один матч в первой лиге. В 1988 году вернулся в Сухуми и постепенно стал основным вратарём клуба.
После выхода грузинских команд из чемпионата СССР выступал за «Цхуми» в чемпионате Грузии, за четыре сезона сыграл 84 матча.
Летом 1993 года перешёл в украинский клуб «Темп» (Шепетовка). Дебютный матч в высшей лиге Украины сыграл 3 октября 1993 года против донецкого «Шахтёра». Всего за осеннюю часть сезона сыграл 9 матчей в чемпионате страны и 4 игры в Кубке Украины, после чего покинул команду.
Предсезонные сборы 1995 года проводил в команде «Смена-Сатурн». В 1995—1997 годах выступал в Китае, становился чемпионом и серебряным призёром чемпионата Китая в составе «Шанхай Шеньхуа». В 1998 году провёл одну игру во втором дивизионе России и одну игру в Кубке России в составе «Чкаловца». В конце карьеры играл за возрождённый «Цхуми» в одной из низших лиг Грузии.
В 2005 году тренировал клуб высшей лиги Грузии «Динамо-Сухуми», базировавшийся в Тбилиси.